# Bitches Brew
Bitches Brew (дословно: рус. «Сучье варево») — альбом американского джазового музыканта Майлза Дэвиса и его студийной группы. Он был записан всего за несколько дней в 1969 и выпущен в 1970 году как двойной альбом. В 1998 году сессии студийных записей для этого альбома были выпущены бокс-сетом из четырёх дисков с названием «The Complete Bitches Brew Sessions».
В музыкальном плане в этом альбоме были заложены основы стиля джаз-фьюжн. В нём отвергаются джазовые стандарты и характерны присутствие электронных инструментов, импровизации с уклоном в рок-музыку, а также эксперименты со звуком, плёнкой и спецэффектами. В этом не последнюю роль сыграл продюсер Тео Масеро (Teo Macero). Для некоторых любителей джаза альбом сильно выходил за границы стиля или вообще не считался за джазовый. Один критик написал, что «Дэвис провёл черту на песке, за которую никогда не заходили любители джаза, и некоторые не простили ему это». Однако, многие оценили альбом и сочли его революционным в современном джазе. Журнал Rolling Stone поместил его на 94 место в списке «500 величайших альбомов всех времён». По информации Rolling Stone, Дэвис хотел создать лучшую рок-н-ролл-группу в мире, чтобы соединить джаз с передовыми движениями в музыке, представленными Джими Хендриксом и Слаем Стоуном. Для этого он собрал супергруппу джазменов, в составе которой были Уэйн Шортер и Джо Завинул (вскоре основавшие Weather Report), Чик Кориа, Джон МакЛафлин и многие другие.
Общее количество проданных экземпляров Bitches Brew составляет миллион, что делает альбом одним из самых коммерчески успешных в джазе.
Сегодня трудно себе представить, насколько изумителен был в 1970 году тот факт, что такой крупный лейбл, как Columbia Records, решился выпустить альбом именитого джазмена, в названии и на обложке которого значилось слово «bitches» (от слова bitch — сука). Продюсер Тео Масеро сказал, что когда узнал, что Майлз хочет назвать альбом «Сучье варево»[проверить перевод], подумал, что тот шутит.[стиль][нейтральность?]
Джо Завинул (1932—2007) играл на «Bitches Brew» (он же автор первой двадцатиминутной композиции «Pharaoh’s Dance», занявшей всю первую сторону пластинки) и в альбоме Дэвиса In a Silent Way. Однако известно всего одно совместное концертное выступление Завинула с Майлзом Дэвисом. Оно состоялось более чем через 20 лет после плодотворного сотрудничества в студии, 10 июля 1991 года в Париже — незадолго до смерти Дэвиса. В этом концерте также участвовали и другие музыканты, игравшие на «Bitches Brew»: Уэйн Шортер, Джон МакЛафлин и Дейв Холланд.
В 2011 году обложка альбома заняла 48-е место в списке лучших обложек альбомов всех времён по версии интернет-издания Music Radar.

## Список композиций
| №  | Название          | Автор(ы)    | Дата записи         | Длительность |
| -- | ----------------- | ----------- | ------------------- | ------------ |
| 1. | «Pharaoh’s Dance» | Джо Завинул | 21 августа 1969 год | 20:00        |

| №  | Название       | Автор(ы)    | Дата записи         | Длительность |
| -- | -------------- | ----------- | ------------------- | ------------ |
| 1. | «Bitches Brew» | Майлз Дэвис | 19 августа 1969 год | 26:59        |

| №  | Название          | Автор(ы) | Дата записи         | Длительность |
| -- | ----------------- | -------- | ------------------- | ------------ |
| 1. | «Spanish Key»     | Дэвис    | 21 августа 1969 год | 17:29        |
| 2. | «John McLaughlin» | Дэвис    | 19 августа 1969 год | 4:26         |

| №                   | Название                     | Автор(ы)            | Дата записи         | Длительность |
| ------------------- | ---------------------------- | ------------------- | ------------------- | ------------ |
| 1.                  | «Miles Runs the Voodoo Down» | Дэвис               | 20 августа 1969     | 14:04        |
| 2.                  | «Sanctuary»                  | Уэйн Шортер         | 19 августа 1969 год | 10:52        |
| Общая длительность: | Общая длительность:          | Общая длительность: | Общая длительность: | 94:11        |

| №  | Название | Автор(ы) | Дата записи         | Длительность |
| -- | -------- | -------- | ------------------- | ------------ |
| 7. | «Feio»   | Шортер   | 28 августа 1970 год | 11:51        |

## Участники записи
- Майлз Дэвис — труба
- Уэйн Шортер — сопрано-саксофон
- Bennie Maupin — бас-кларнет
- Чик Кориа (Chick Corea) — электрическое фортепиано (соло в «Miles Runs The Voodoo Down»)
- Ларри Янг — электрическое фортепиано
- Джо Завинул — электрическое фортепиано
- Джон Маклафлин — гитара
- Аирто Морейро — перкуссия и куика на «Feio»
- Дейв Холланд — бас-гитара
- Harvey Brooks — электрическая бас-гитара
- Lenny White — ударные
- Билли Кобэм — ударные
- Джек Деджонетт — ударные
- Don Alias — конги, ударные (только в «Miles Runs The Voodoo Down»)
- Juma Santos — шейкер, конги